# لوماکو
لوماکو (به اسپانیایی: Lumaco) یک شهرستان در شیلی است که در مایکو واقع شده‌است. لوماکو ۱٬۱۱۹٫۰ کیلومتر مربع مساحت و ۹٬۴۴۰ نفر جمعیت دارد و ۱۱۸ متر بالاتر از سطح دریا واقع شده‌است.